# Ійро Пакарінен
Ійро Пакарінен (фін. Iiro Pakarinen; 25 серпня 1991, м. Суоненйокі, Фінляндія) — фінський хокеїст, правий крайній нападник, олімпійський чемпіон. Виступає за «Йокеріт» у КХЛ.